# FNSS Pars
FNSS Pars – rodzina tureckich, kołowych wozów bojowych opracowana przez spółkę FNSS Defence Systems. Pojazdy występują w wersjach 4×4, 6×6 oraz 8×8.

## Historia
Prace nad pojazdami z rodziny PARS rozpoczęto w 2002 roku. Pierwszy PARS w wariancie napędowym 8×8 po raz pierwszy został zaprezentowany w lutym 2005 roku podczas targów zbrojeniowych IDEX w Abu Zabi. Od momentu zaprezentowania pierwszych pojazdów PARS w 2005 roku prowadzono kolejne prace rozwojowe i wprowadzono liczne usprawnienia do projektu. PARS 8×8 został przebadany przez armię malezyjską w 2006 roku, rywalizując w przetargu na nowy kołowy transporter opancerzony ze szwajcarskimi wozami Piranha IIIC i fińskim Patria AMV. Podczas targów IDEF, które odbyły się w Turcji pod koniec 2005 roku, zaprezentowano egzemplarze Parsa w konfiguracjach 8x8 i 6x6.
W 2015 roku zaprezentowano pojazd Pars w układzie napędowym 4×4. Pojazd w tej wersji napędowej jest odpowiedzią na ogłoszony w 2013 programu obejmującego dostawy 184 gąsienicowych i 76 kołowych niszczycieli czołgów.
Spółka FNSS rozpoczęła prace projektowe nad opracowaniem nowej wersji wozów z rodziny Pars w 2019 roku. Nowo opracowany pojazd otrzymał nazwę Pars IV NG-WAV oraz został po raz pierwszy zaprezentowany publicznie w czasie targów IDEF 2021, które odbyły się w Stambule w sierpniu 2021 roku. Zaprezentowany wóz wybudowano w układzie napędowym 8×8, a przy jego konstruowaniu wykorzystano doświadczenia zdobyte przy produkcji Pars III sprzedanego Malezji jako DefTech AV8 oraz PARS III dla Omanu. Opracowano także pojazd w specjalistycznej wersji 6×6, który otrzymał oznaczenie Pars IV 6×6 S-Ops.

## Konstrukcja
Podczas konstruowania pojazdu zadecydowano się na zastosowanie unikalnego układ przedziałów. W przedniej części kadłuba znajduje się z obszerny, dwuosobowy przedział załogi, gdzie kierowca i dowódca zajmują stanowiska obok siebie. Zastosowanie takiego układu rozmieszczenia załogi w kabinie kierowcy zapewnia pole widzenia w zakresie 180° oraz wyższy poziom bezpieczeństwa i komfortu podczas jazdy. Pośrodku ulokowano przedział silnikowy, zaś z tyłu przedział desantowy.
Pojazdy z rodziny Pars mają modułową konstrukcję, pozwalającą na skonfigurowanie platformy bazowej do poszczególnych funkcji m.in. bojowego wozu piechoty, transportera opancerzonego, wozu dowodzenia czy też pojazdu zabezpieczenia technicznego. Do obserwacji w przód służy pięć dużych panoramicznych peryskopów, które ulokowano z przodu pojazdu, na wysokości przedziału kierowania. Dodatkowo wozy wyposażone są w dwie kamery termowizyjne oraz trzy dodatkowe kamery, mające zapewnić kierowcy i dowódcy większą świadomość sytuacyjną. Pojazdy wyposażone są także w zintegrowany system klimatyzacji. Aby umożliwić dostosowanie pojazdów do różnych ról, wszystkie wozy rodziny Pars mają zdejmowany dach, co ułatwia przekształcenie wozu do innych specjalistycznych wersji poprzez ułatwiony montaż dodatkowego wyposażenia.

### Pars 4×4
Pars 4×4 został zaprojektowany głównie jako kołowy niszczyciel czołgów. Załogę wozu może stanowić do 5 osób. Wóz jest amfibią, mogącą osiągać maksymalną prędkość poruszania się w wodzie 8 km/h, zaś prędkość po drogach wynosi 120 km/h. Przeszkody wodne wóz może pokonywać bez przygotowania. Przednią część kadłuba zajmuje kierowca oraz dowódca, zaś za nimi ulokowane są stanowiska dla 3 dodatkowych załogantów. Z tyłu ulokowano przedział napędowy. Dostęp do pojazdu zapewniony jest, zależnie od konfiguracji, przez jedną lub dwie pary drzwi po bokach kadłuba. Pars 4×4 może być transportowany drogą powietrzną na pokładzie samolotów C-130 Hercules, A400M czy śmigłowców CH-47 Chinook.

### Pars III
Kadłub Pars 6×6 wykonano z kompozytowego pancerza stalowo-aluminiowo, który zapewnia załodze i piechocie ochronę przed ostrzałem z broni strzeleckiej 7,62 mm. Pojazd zapewnia także ochronę przed wybuchami IED. Istnieje możliwość montażu dodatkowego opancerzenia w celu zwiększenia ochrony. Kierowca i dowódca zajmują stanowiska z przodu pojazdu. Unikalną cechą jest to, że dowódca pojazdu i kierowca siedzą obok siebie. Każdy ma do dyspozycji jednoczęściowy właz dachowy, który otwiera się na bok. Żołnierze desantu zwykle wchodzą i opuszczają pojazd za pomocą dużej rampy hydraulicznej z tyłu kadłuba. Pars 6×6 jest napędzany silnikiem wysokoprężnym o mocy 482 KM, sprzężonym z w pełni automatyczną skrzynią biegów z 6 biegami do przodu i 1 biegiem wstecznym.
Pojazd Pars 8×8 wykonano z tego samego materiału co wariant 6×6 oraz zapewnia on ten sam poziom ochrony balistycznej. W razie potrzeby istnieje możliwość dopancerzenia pojazdu. Kierowca i dowódca siedzą w przedniej części pojazdu w dwuosobowej kabinie. Każdy z nich ma osobny właz dachowy, który otwiera się na bok. Zespół napędowy składa się z silnika wysokoprężnego Deutz, jednak zależnie od wymagań klienta istnieje możliwość montażu jednostek Caterpillar lub MTU Friedrichshafen. Skrzynia biegów jest automatyczna. Żołnierze desantu opuszczają pojazd przez specjalnie opuszczaną rampę. Dodatkowo w przedziale znajdują się dwa włazy ratunkowe. Jeden znajduje się po lewej stronie kadłuba pomiędzy trzecim i czwartym kołem jezdnym, zaś drugi po prawej stronie kadłuba między pierwszym i drugim kołem jezdnym. Podstawowa wersja jest w pełni amfibią, napędzaną w wodzie przez dwa pędniki strumieniowe umieszczone po obu stronach z tyłu kadłuba. Zapewniają one maksymalną prędkość poruszania się w wodzie wynoszącą 10 km/h. Model Pars 8×8 produkowany jest w wielu wersjach specjalistycznych. Pojazd może być transportowany w ładowni samolotu Lockheed C-130 Hercules.

### Pars IV
Kadłub Pars IV NG-WAV został zaprojektowany w otwartej architekturze, co zapewnia możliwość integracji szeregu urządzeń i systemów. Dodatkowo przy projektowaniu kadłuba skupiono na się na optymalnym połączeniu ergonomii użytkowania, przeżywalności załogi i mobilności. Modułowy kadłub umożliwia implementację wielu konfiguracji pojazdu takich jak bojowy wóz piechoty, transporter opancerzony czy wóz ratownictwa technicznego. Załoga liczy 3 osoby oraz dodatkowo pojazd może przewieźć do 9 żołnierzy desantu. Pars IV NG-WAV zapewnia załodze dobrą świadomość sytuacyjną poprzez zastosowanie panoramicznych peryskopów w przedniej części pojazdu oraz kamer termowizyjnych z tyłu i z przodu. Podobnie jak poprzednie warianty wóz jest amfibią.
Pars IV 6×6 S-Ops został zaprojektowany w sposób podobny do wariantu NG-WAV, jednak dużą uwagę położono na dostosowaniu wozu do prowadzenia misji specjalnych we wszystkich warunkach pogodowych, zarówno w dzień jak i w nocy. Wóz oferuje znacznie zwiększoną świadomość sytuacyjną wszystkich członków załogi, co wiąże się z dostosowaniem pojazdu do walk w terenie zurbanizowanym. Zastosowane systemy obserwacyjne i elektroniczne zapewniają całej załodze możliwość prowadzenia obserwacji w zakresie 360° bez konieczności opuszczania pojazdu. Pars S-Ops zapewnia wysoki poziom ochrony balistycznej oraz przeciwko eksplozjom IED. Dodatkowo istnieje opcja montażu ekranów przeciwkumulacyjnych. Napęd zintegrowany jest w postaci power-packa oraz dodatkowo wóz ma zawieszenie hydropneumatyczne.

## Galeria

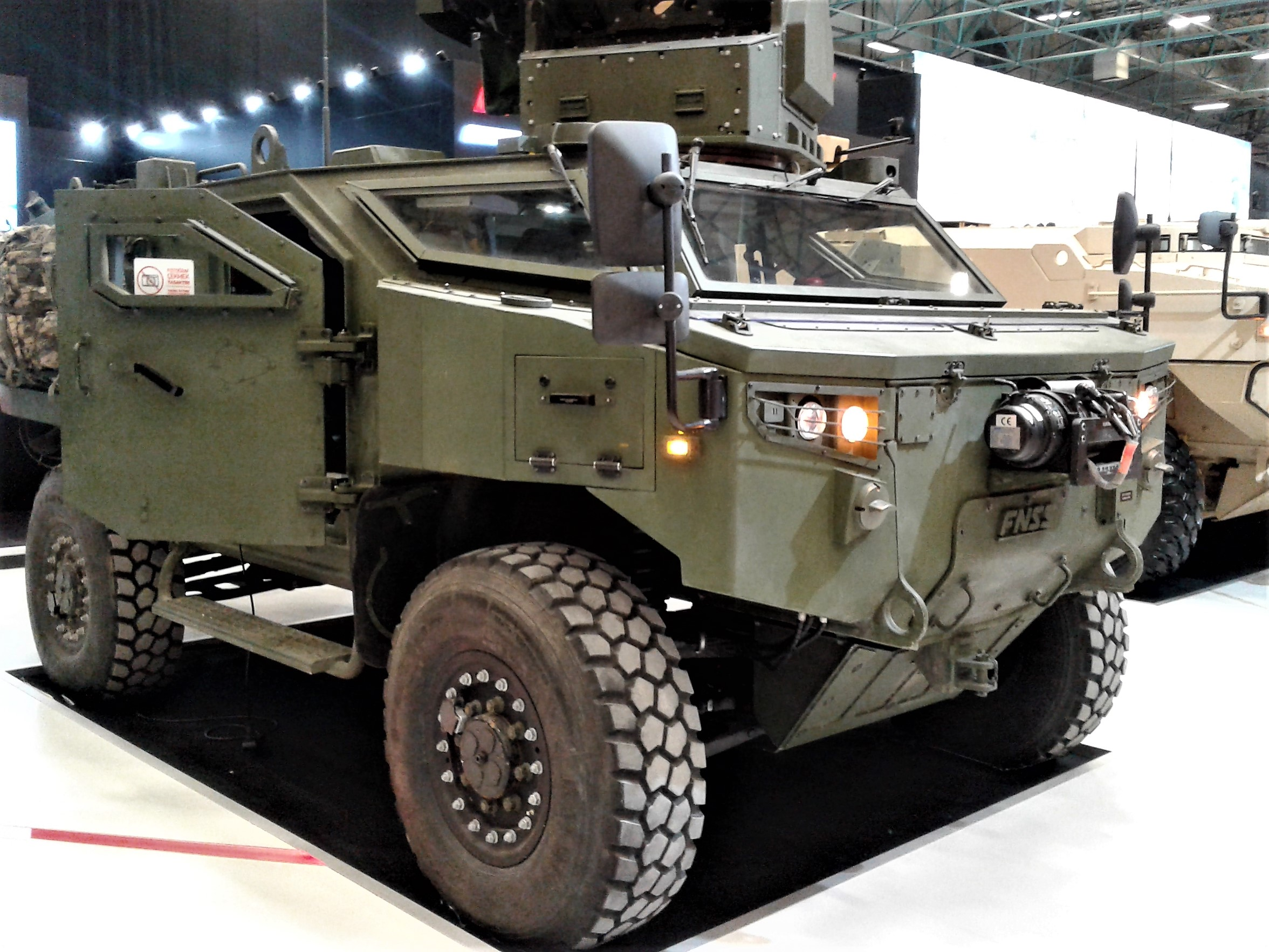
FNSS Pars w wariancie 4×4
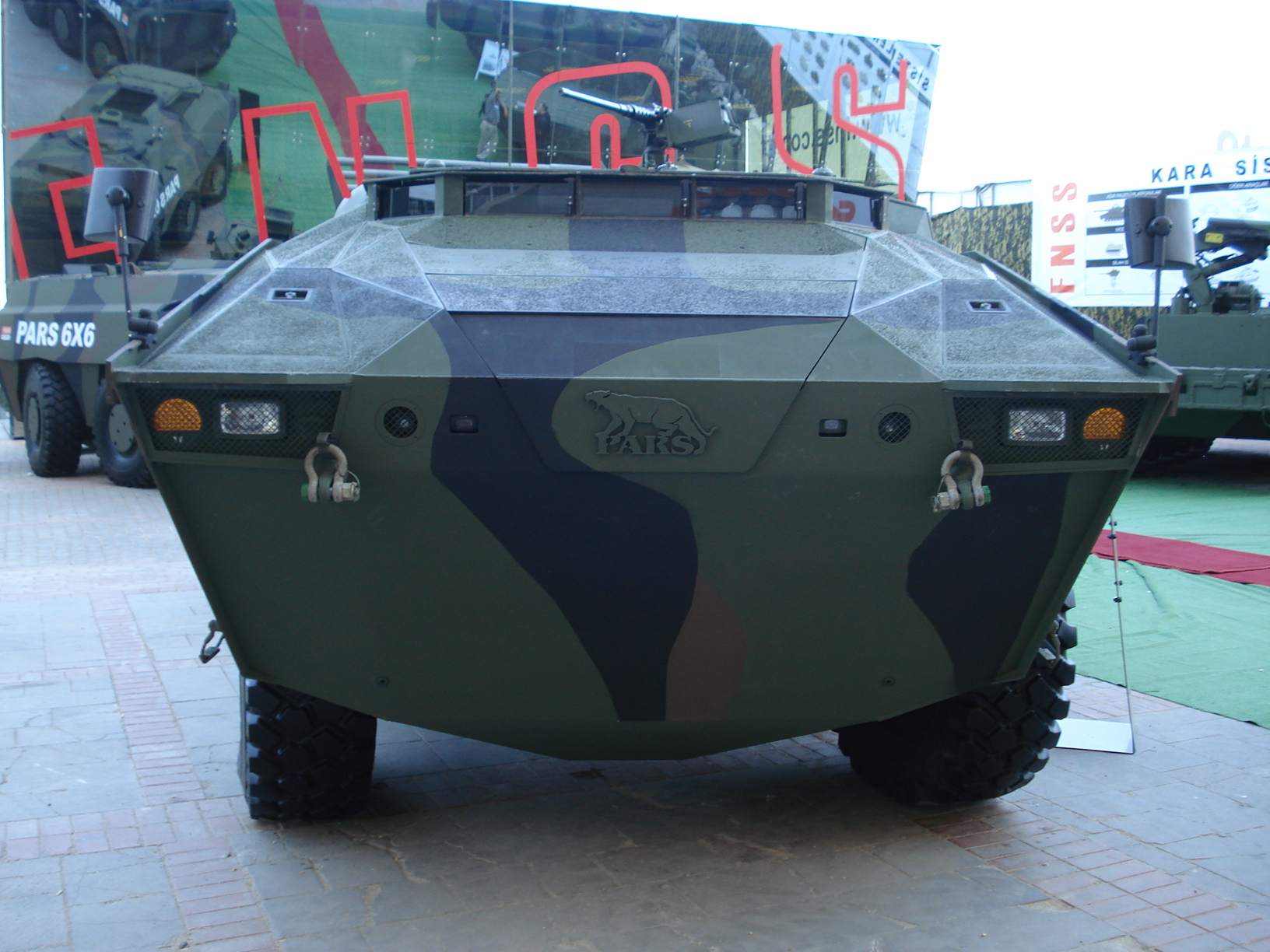
Widok od przodu, widoczne wizjery kierowcy i dowódcy
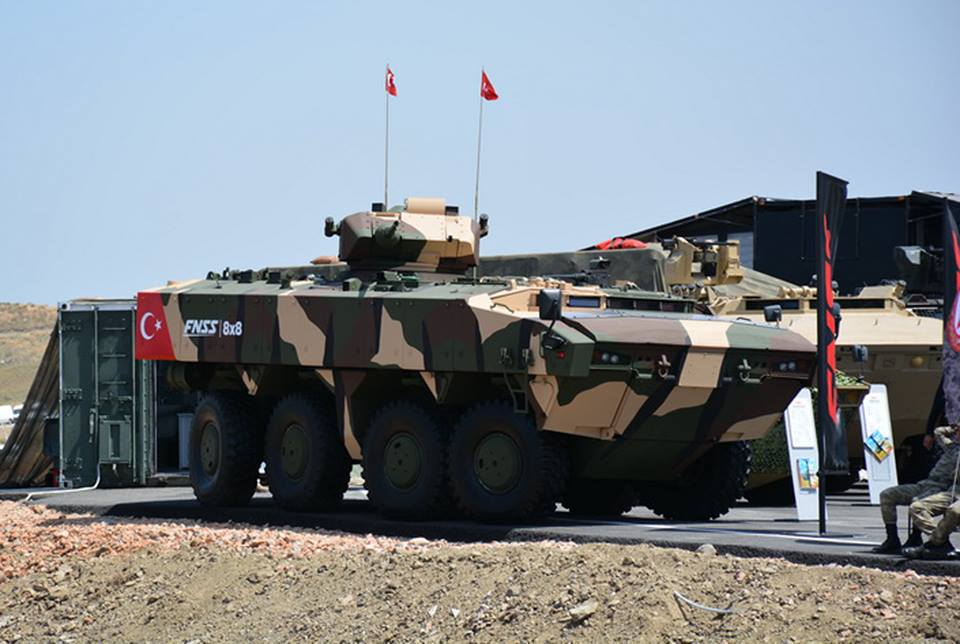
FNSS PARS III 8×8
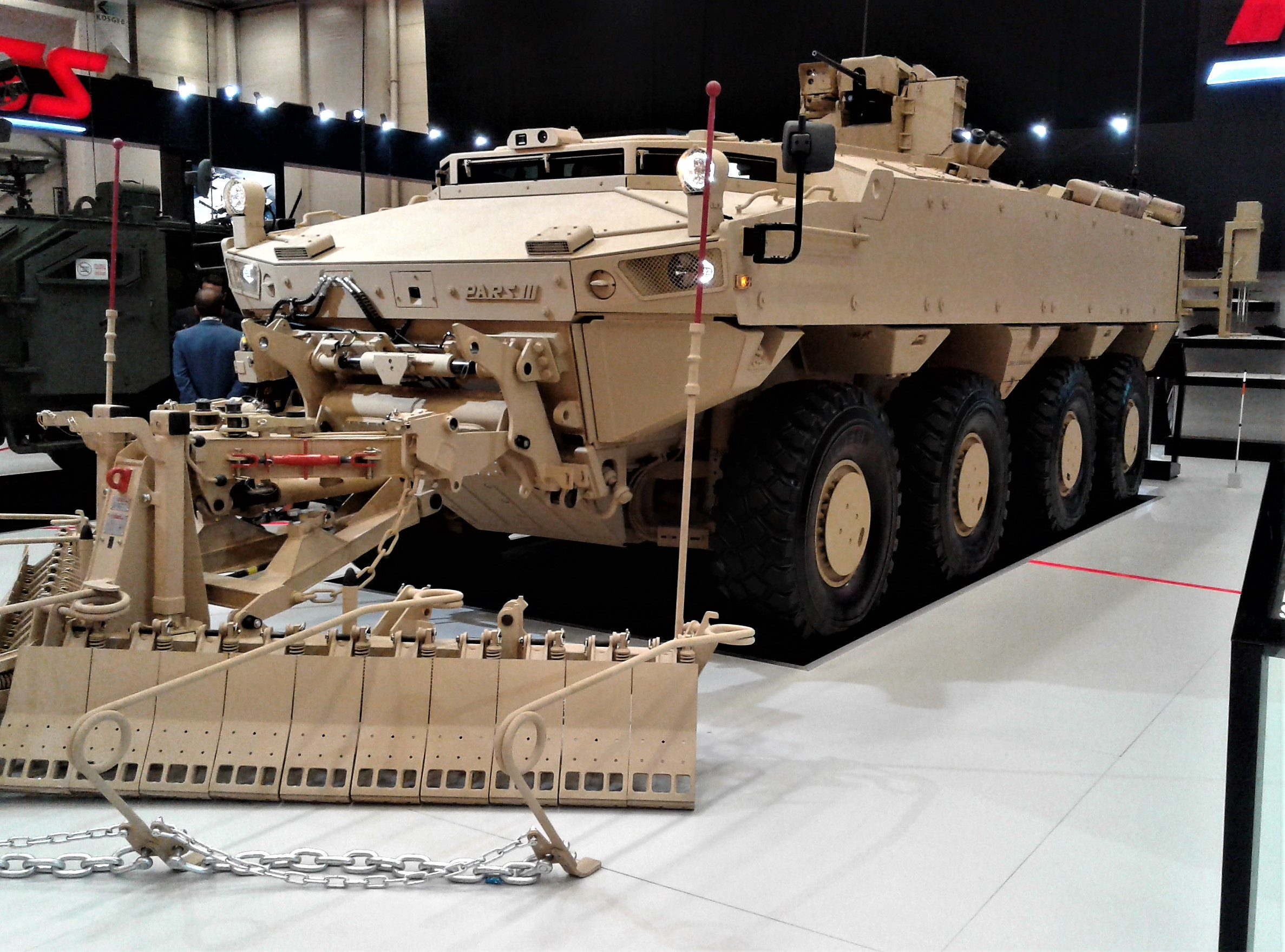
PARS III 8×8 w wariancie wozu zabezpieczenia technicznego
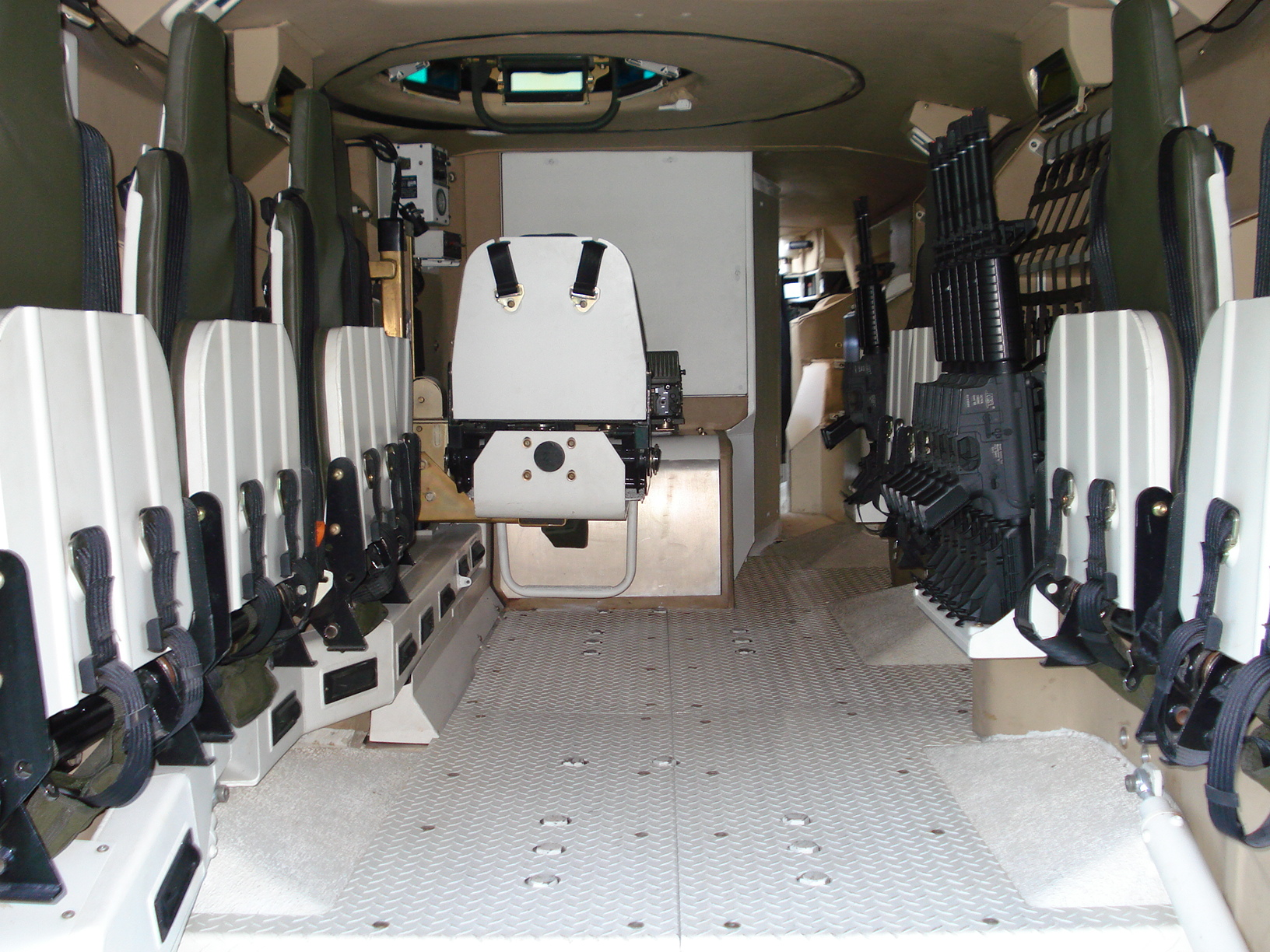
Wnętrze przedziału desantowego Parsa III 8×8

## Dane techniczne
| Wersja            | Długość | Wysokość | Szerokość | Masa   | Napęd                             | Prędkość maksymalna | Zasięg   | Załoga | Uzbrojenie | Przypisy |
| ----------------- | ------- | -------- | --------- | ------ | --------------------------------- | ------------------- | -------- | ------ | --- | -------- |
| Pars 4×4          | 5,0 m   | 2,6 m    | 2,1 m     | 13,6 t | silnik wysokoprężny o mocy 300 KM | 120 km/h            | > 700 km | 4-5    | ZSSW z wyrzutniami PPK, karabin maszynowy kal. 7,62 mm | [ 12 ]   |
| Pars III 6×6      | 7,0 m   | 2,9 m    | 2,9 m     | 25,0 t | silnik wysokoprężny               | 100 km/h            | > 800 km | 3      | Wieże załogowe i bezzałogowe z wskazanym przez zamawiającego uzbrojeniem | [ 13 ]   |
| Pars III 8×8      | 8,0 m   | 2,4 m    | 3,0 m     | 30,0 t | silnik wysokoprężny               | 100 km/h            | > 800 km | 3      | Wieże załogowe i bezzałogowe z wskazanym przez zamawiającego uzbrojeniem | [ 14 ]   |
| Pars IV 6×6 S-OPS | 7,0 m   | 2,45 m   | 3,0 m     | 26,0 t | silnik wysokoprężny               | 100 km/h            | > 700 km | 3      | Dwie niezależnie sterowane ZSSW (jedna z przodu, druga z tyłu), karabin maszynowy kal. 7,62 lub 12,7 mm, granatnik automatyczny kal. 40 mm lub jedna wieża SABER RCT z działkiem kal. 25 mm | [ 15 ]   |
| Pars IV 8×8       | 8,4 m   | 2,5 m    | 3,1 m     | bd.    | silnik wysokoprężny               | 100 km/h            | > 600 km | 3      | Wieże załogowe i bezzałogowe z wskazanym przez zamawiającego uzbrojeniem | [ 16 ]   |

## Użytkownicy
- Turcja – kilkaset wozów w wersjach 8×8 i 6×6[17][18].
- Malezja – 257 wozów w odmianach 8×8 i 6×6, produkowanych lokalnie na licencji jako DefTech AV8[19][20].
- Oman – dostarczono 172 pojazdy w wariantach Pars III 8×8 i Pars III 6×6 na mocy umowy zawartej w 2015 roku. Dostawy w latach 2017–2020[21].